# Áurea Cuadrado Castillón

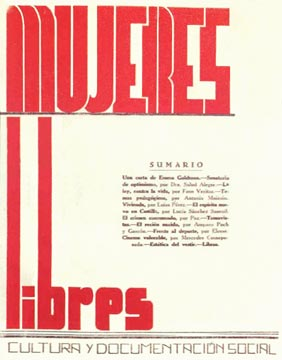
Publicación Nº 1 de "Mujeres Libres"

Áurea Cuadrado Castillón (Ontiñena, 23 de agosto de 1894-Mallorca, 18 de diciembre de 1969) también conocida como Áurea Cuadrado Alberola, fue una militante anarquista feminista española.

## Activismo
Empezó su activismo en Ontiñena después de la proclamación de la II República de la mano de su maestro libertario José Alberola, del cual adoptó su apellido como homenaje. Desde muy joven se instaló en Barcelona con su familia. A los trece años empezó a trabajar, primero en una carnicería del mercado del Ninot y después como modista. Tuvo un protagonismo destacado en las manifestaciones de mujeres de 1916, junto con Roser Dulcet, Balbina Pino y otras, que protestaban contra el encarecimiento de los productos de primera necesidad y por la mejora de la calidad de vida. En este periodo conoció de primera mano el movimiento anarquista.
Modista de profesión, perteneció al Sindicato del Traje de la Confederación Nacional del Trabajo (CNT) desde 1916. Entre 1934 y 1936 participó en actividades de los ateneos libertarios barceloneses “Faros” y “Idealistas Prácticos” y adquirió una gran formación cultural. En 1934 formó parte del Grupo Cultural Femenino que fue la base de la agrupación anarquista «Mujeres Libres».

## Guerra Civil 1936-1939
Cuando estalló la Guerra civil participó en la ocupación de la Casa de caridad y formó parte de los Comités revolucionarios de Les Corts y Gracia. Trabajó junto con Fèlix Carrasquer organizando la Casa Provincial de Maternidad y Expòsitos de Barcelona, donde impulsó, entre otras iniciativas, talleres de «maternidad consciente». El 5 de agosto de 1936 fue nombrada directora cuando Carrasquer dejó el cargo para impulsar la Escuela de Militantes Aragoneses. A la vez fue sustituida como directora pedagógica por Pilar Grangel, pedagoga racionalista y militante anarcosindicalista.
La anarquista estadounidense Emma Goldman visitó la institución y sus opiniones fueron recogidas por un diario de la ciudad, que transcribe Sara Berenguer.

La Casa de Maternidad de Barcelona: la notable escritora Emma Goldman declara que era, en  su género, la más perfecta que había visto en Europa. Formas nuevas, reveladoras de un espíritu nuevo, más racional y más humano, dan esta categoría de ejemplar a un establecimiento que el estilo monjil hacía antes odioso; y buena parte del mérito es de Àurea Cuadrado, directora de la Casa Maternidad de Barcelona.

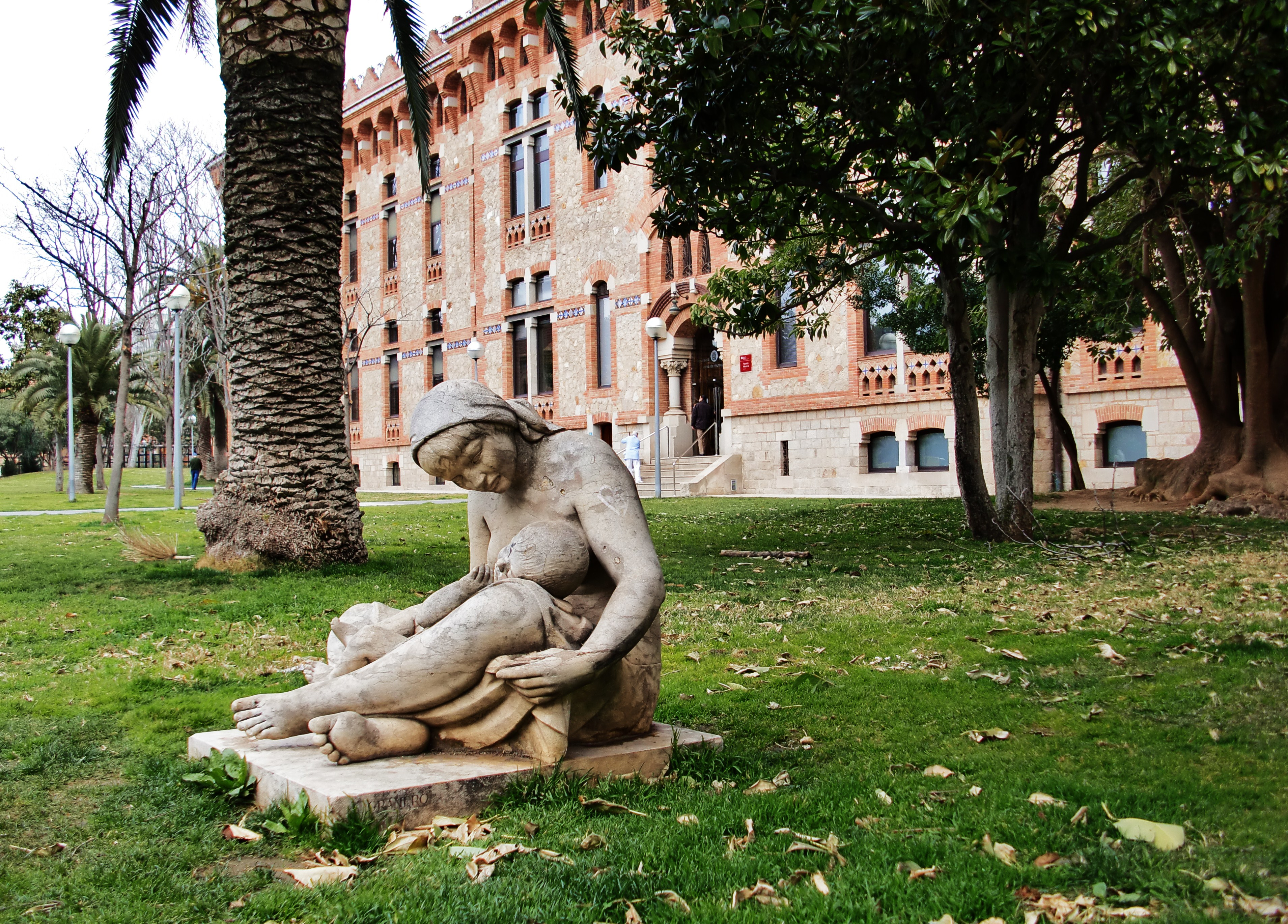
Jardines de la Casa provincial de la Maternidad (Barcelona)

También fue secretaria de Asistencia Social de La Solidaridad Internacional Antifascista en 1937. Y en representación de la CNT, fue miembro del Consejo Plenario del Instituto de Adaptación Profesional de la Mujer de Barcelona. Como miembro del Comité Regional de Cataluña de «Mujeres Libres», colaboró en la revista del mismo nombre:

Estamos afirmando las primeras bases de una sociedad nueva que sustituirá para siempre los viejos y limitados moldes. Por ello es preciso que la influencia renovadora llegue a todos los rincones sociales y transforme, utilizando la educación psicobiológica, los viejos conceptos metafísicos en otros más racionalistas y humanos ....

## Años posteriores a la guerra civil y exilio
Al acabar la guerra fue la responsable de la evacuación de los niños de las guarderías de la Solidaridad Internacional Antifascista (SIA).
El 1939 tomó el camino del exilio hacia Perpiñán, Francia, junto con los compañeros libertarios Paulino Díez y Domingo Rojas. En un primer momento pudieron escapar de las autoridades y ayudar desde el exterior los compañeros que estaban encerrados en los campos de Barcarès, Argelers, St.Cyprien y Mars, coordinando el reparto de medicamentos y víveres.
En octubre de 1939 fue detenida y trasladada al campo de concentración de Argelès-sur-Mer. Durante el periodo de confinamiento creó y trabajó por la Gota de Leche, organización que proveía de leche materna a los bebés que había en el campo.
A principio de 1940 consiguió un pasaje para América. Después de un tiempo en Santo Domingo, en 1943 se instaló en Cuba con su hija y siguió con su trabajo de modista. Al cabo de un tiempo pudo pasar a Nueva York, donde se unió a Domingo Rojas, con quien se asentó en México, formando parte del grupo editor de Tierra y Libertad.
Después de volver a Cataluña y de sufrir una grave dolencia el 1953, que la dejó sin memoria, se estableció en Mallorca, donde murió en Palma el 18 de diciembre de 1969.

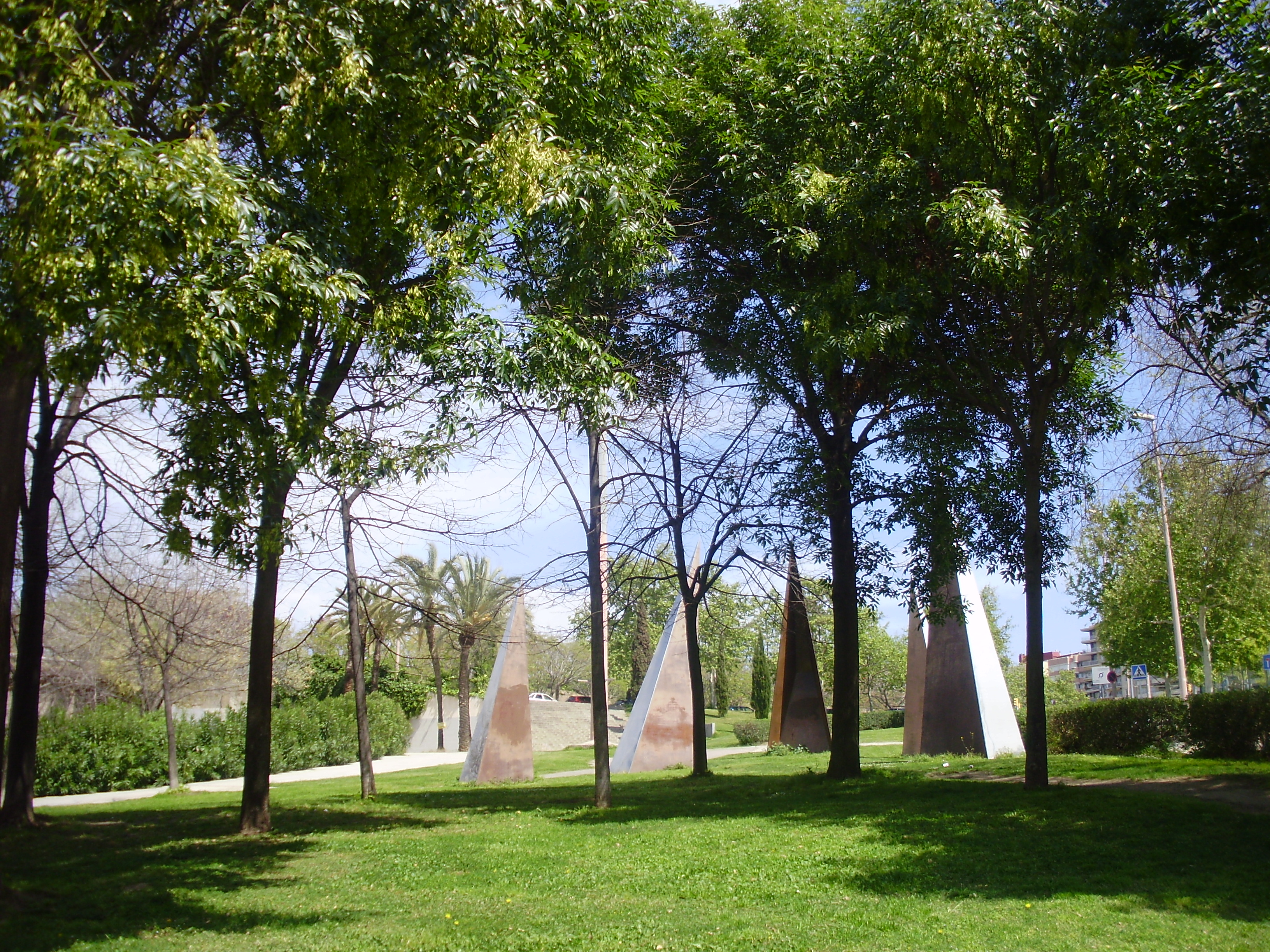
Jardin "Àurea Cuadrado" Barrio de Les Corts-Barcelona

## Homenajes
- El 30 de septiembre de 2005 se inauguró en el barrio de las Cortes de Barcelona el «Jardín Áurea Quadrado» en memoria suya.